# XW-35
XW-35 — проектувався як термоядерна боєголовка для першого покоління міжконтинентальних балистичних ракет. Розвиток відбувався завдяки розробці ракети Atlas, і коли точність Atlas виявилася нижчою від прогнозів, дизайн XW-35 довелося змінити, щоб забезпечити більший результат. До березня 1958 року розробка XW-35-X1 відставала. XW-35-X1, ймовірно, була тим пристроєм, який випробували на знімку Koa серії Операція Hardtack I (травень 1958). Прогнозована потужність склала 1,75 мегатонн, фактична потужність 1,37 мегатонни з недобором через погане спалювання вторинного заряду. До цього часу ВВС позначили XW-49, просту модифікацію TX-28, яка вже була успішно випробувана під час серії Redwing. У серпні 1958 року перша спеціальна конструкція боєголовки ракети W-35 була скасована на користь W-49.